# Televisão nos Estados Unidos
Como em outros países, a televisão é um dos maiores instrumentos midiáticos nos Estados Unidos, apesar do que, foi nesse país onde a televisão surgiu, por se constituir em um meio de transmissão de informações através de notícias ou reportagens, ou mesmo de formas de entretenimento. Cerca de 99% dos agregados familiares possuem, no mínimo, um aparelho de televisão, sendo que a maioria destes possui mais de um aparelho.

## Transmissão
Há três formas de transmissão televisiva nos Estados Unidos:
- Via sinal terrestre
- Via rede de cabos
- Via satélite

### Focos
Os principais focos da TV norte-americana são os telejornais, os concursos de televisão, as soap operas (equivalentes às telenovelas), séries televisivas de diferentes gêneros (como comédia, drama, ficção científica e fantasia), reality shows, talk shows, programação infantil e desportos (esportes, em português do Brasil) como o Futebol Americano, o Basebol, o Hockey,o Basquete e a Nascar.
Os telejornais na televisão aberta costumam ser exibidos em quatro horários diferentes: das cinco a seis da manhã (notícias locais seguidas de notícias nacionais), ao meio dia (somente notícias locais), das dezessete ás dezoito horas (notícias locais seguidas de notícias nacionais) e ás onze horas da noite (dependendo do canal: notícias locais, nacionais ou ambas). Aos domingos, a maioria das redes dedica pelo menos parte de sua programação matinal aos noticiários, já que os espectadores que normalmente trabalham durante o dia durante a semana geralmente ficam em casa nas manhãs de domingo. Já na televisão a cabo existem canais que dedicam sua programação exclusivamente para as notícias (como a Fox News, MSNBC e a CNN).
Os concursos de televisão (também chamados game shows), outro veículo de longa data da televisão aberta norte-americana, envolvem pessoas reais jogando um jogo, ou uma série de jogos, com o objetivo final de ganhar um prêmio (geralmente uma grande quantidade de dinheiro ou um caro item de luxo, como um carro novo ou uma viagem). Costumam ser exibidos no horário diurno, geralmente no meio e/ou final da manhã ou durante o final da tarde.
As soap operas possuem duas características principais: os episódios não têm unidade do ponto de vista do argumento, ou seja, os desenvolvimentos da história prolongam-se por vários episódios sequenciais, tal como nas telenovelas; outro ponto é que a produção inicia-se sem um calendário previsto para o seu término, ou seja, podendo durar anos ou décadas com elenco renovando-se em determinadas temporadas. Outros traços marcantes das soap operas são as tramas com exaltação de sentimentos, a multiplicidade de enredos e o uso de personagens estereotipados, podendo ser comparadas como equivalentes às novelas produzidas no Brasil. É um gênero muito popular na tv aberta dos Estados Unidos, país no qual são exibidas durante o dia (mais precisamente no período da tarde).
As séries televisivas costumam ser exibidas no horário nobre, durante o período noturno, por volta das vinte ás vinte e duas horas, sendo que são programas semanais que são exibidos em determinados dias, por exemplo um dia da semana é dedicado a exibição de séries de comédia, já outro é dedicado a exibição de séries policiais.
Reality shows existem há muito tempo nos Estados Unidos, tanto para risadas (como Candid Camera e Real People) quanto para drama (como COPS e The Real World). Uma nova variante - uma série de competições colocando pessoas comuns em circunstâncias incomuns ou em concursos de talentos, geralmente eliminando pelo menos um participante por semana, explodiu em popularidade na virada do milênio (com programas como Survivor, Big Brother, The Amazing Race, American Idol , Next Top Model América, Dancing with the Stars, The Bachelor e seu spin-off The Bachelorette, So You Think You Can Dance e The Voice).
Na TV norte-americana, as atrações infantis são concentradas nas manhãs dos sábados. O sistema educacional do país faz uso de períodos integrais, o que fez com que a audiência infantil praticamente inexista durante a semana. Devido a esse motivo o sábado se tornou na TV aberta norte-americana o dia tradicional dos desenhos animados na TV. Na televisão a cabo existem canais que dedicam sua programação exclusivamente para ao público infantil (como o Cartoon Network, Nickelodeon e o Disney Channel).
As principais ligas esportivas (NFL, MLB, NBA e NHL) têm seus jogos televisionados nas quatro maiores redes de TV aberta dos Estados Unidos - ABC, CBS, NBC e Fox - desfrutando de uma audiência forte de telespectadores e ganhando receitas significativas com esses contratos de TV. Os jogos da MLS (liga de futebol de campo do país) são transmitidos nacionalmente em língua inglesa apenas pela ESPN e pela Fox Sports na televisão a cabo, e pelo canal Univision, em língua espanhola, na televisão aberta. Calendário das ligas esportivas americanas: Beisebol de fevereiro a outubro, Futebol Americano de Agosto a fevereiro, Hóquei de setembro a abril, Basquete de setembro a junho, Futebol de Campo de março a novembro.

### Sinal terrestre
Servido principalmente pelos 3 maiores canais abertos do país: a CBS, a NBC e a ABC, em sinais em VHF. Estes três canais são chamados coloquialmente de "The Big Three" (As Três Grandes) pelos estadunidenses.
Em UHF, é exibida a FOX (a partir da década de 80). Embora a Fox tenha se estabelecido firmemente como a quarta maior rede de televisão do país, com seu sucesso de classificação, ela não é considerada parte das Três Grandes. Entre as diferenças da Fox com as Três Grandes está sua programação reduzida durante a semana. Ela não tem programas de notícias nacionais matinais e de fim de tarde; a Fox não apresenta nenhuma programação diurna durante a semana, uma terceira hora do horário nobre ou talk shows noturnos.
Também enquadra-se o Univision e a Telemundo, maiores canais hispânicos dos Estados Unidos.
A CBS é atualmente a rede de televisão mais assistida dos Estados Unidos, seguida na segunda posição pela NBC,na terceira pela ABC, na quarta pela FOX, na quinta posição pela The CW e na sexta pela MyNetworkTV.
Na década de 2010, as "Três Grandes" controlam apenas uma porção relativamente pequena do mercado de radiodifusão nos Estados Unidos, que em 2005 foi estimado em um combinado de 32%. A quota de mercado das Três Grandes diminuiu consideravelmente como resultado da crescente concorrência de redes de difusão como Fox, The CW e MyNetworkTV e mais recentemente redes de língua espanhola como Univision e Telemundo, bem como canais nacionais de TV fechada como TNT, ESPN e AMC e serviços de Internet como a Netflix.

### Televisão a cabo
A televisão a cabo nos Estados Unidos foi criada inicialmente com o propósito de retransmitir os canais da televisão terrestre em locais onde não havia uma boa recepção de sinal.
A partir da década de 70 passou a exibir canais exclusivos, entre os principais estão: USA Network, ESPN, MTV, CNN, FOX News, Sci Fi, Disney Channel, Disney XD, Nickelodeon, Nicktoons, TeenNick, Nick Jr, Cartoon Network, Discovery Channel, Animal Planet, TBS, TNT e Lifetime Television.

### Televisão via satélite
A televisão via satélite começou a operar no país na década de 90 contendo uma programação baseada na TV a cabo na qual as maiores provedoras do serviço são a DISH Network e a DirecTV.

## Programação
A televisão americana teve programas muito bem sucedidos que inspiraram redes de televisão em todo o mundo a desenvolver programas de tipos similares. Alguns desses shows ainda estão no ar e alguns mantiveram corridas decentes em syndication. Por outro lado, muitos programas produzidos para a televisão norte-americana também são rotineiramente distribuídos para emissoras em outros países, e vários programas americanos populares têm se baseado em programas originados em outros países, especialmente na Holanda, no Reino Unido e no Canadá.

### Notícias
Todas as principais redes oferecem um noticiário matutino, com CBS This Morning, Today e ABC Good Morning America como porta-estandarte, bem como um noticiário noturno ancorado pelo rosto de fato da divisão de notícias da rede como Walter Cronkite e Dan Rather para a CBS; Chet Huntley, David Brinkley e Tom Brokaw, da NBC; e Peter Jennings para a ABC. Revistas de notícias de sucesso incluíram 60 Minutes, 20/20 e Dateline NBC em horário nobre, e Meet the Press, Face the Nation e This Week nas manhãs de domingo.
A programação de notícias locais vai ao ar em muitas estações de televisão, com mercados individuais suportando apenas duas ou até oito operações de notícias de televisão, dependendo do número de espectadores disponíveis que vivem no mercado. A maioria das emissoras originalmente foi ao ar localmente produziu noticiários apenas em períodos noturnos (geralmente às 6h00 e 10h00 ou 11h00 da noite, horário local) até a década de 1970 ou em meados da década de 1980 em algumas estações. Durante esse período, as emissoras iniciaram os noticiários locais no meio-dia e às 17h00. intervalos de tempo, enquanto os noticiários matinais começaram a se tornar comuns durante os anos 80 (primeiro nos dias de semana, com o lançamento de noticiários matutinos de fim de semana em muitas cidades a partir do início dos anos 90).
Duas estações de televisão na Filadélfia, Pensilvânia, KYW-TV e WPVI-TV, foram os respectivos progenitores de dois formatos de notícias populares que moldaram a apresentação moderna de notícias de televisão, Eyewitness News, que tinham repórteres apresentando suas histórias em vez de ter a âncora lê-las e se popularizou depois que o formato se expandiu para a WABC-TV em Nova York em 1968, e para a Action News, que estabeleceu limites de tempo para os pacotes de histórias apresentados durante o programa, a fim de cobrir uma ampla gama de histórias. A WSVN em Miami também serviu como pioneira em notícias locais em 1989, quando a estação (que adotou o formato em janeiro daquele ano, após assumir a afiliação da Fox pela WCIX (agora WFOR-TV) como resultado de uma troca de três vias resultado da compra da WCIX pela CBS e da compra da antiga WTVJ pela CBS), originou o formato de programação "intensivo em notícias", que em sua estrutura típica - que se tornou comum nas afiliadas da Fox, particularmente como resultado de acordos de afiliação assinados A aquisição de direitos da NFL pela rede, bem como outras estações que são afiliadas a uma rede não-Big Three ou operam como estações independentes nos últimos anos - mistura notícias em períodos tradicionais com aquelas em não tradicionais (mais comumente, em períodos de tempo que as principais redes preenchem com noticiários nacionais matutinos e vespertinos ou programação no horário nobre). Esse formato se espalhou para as três afiliadas Big Three de forma modificada durante os anos 2000 e 2010.
Os canais de notícias a cabo tradicionalmente carregam blocos de cobertura de notícias mais generalizada durante as horas da manhã e da tarde; programas focados em política (que são semelhantes em formato aos talk shows de domingo) e documentários normalmente são transmitidos nesses canais durante o horário nobre e tarde da noite, com cobertura geral de notícias durante esse período geralmente limitada a cobertura ocasional de eventos de notícias de última hora.

### Game shows
A televisão diurna tem sido o lar de muitos programas de jogos populares ao longo dos anos, particularmente durante os anos 70, como The Price Is Right, Family Feud, Match Game, The Newlywed Game e Concentration. Roda da Fortuna e Jeopardy! encontraram seu maior sucesso no horário no início da noite anterior ao horário nobre. No entanto, os programas de jogos que também foram ao ar no horário nobre tiveram grande popularidade nos anos 50 e 60, como What's My Line, I've Got a Secret e To Tell the Truth; e novamente, intermitentemente, nos anos 2000 com Quem Quer Ser um Milionário, O Elo Mais Fraco e Deal or No Deal.
The Price Is Right, que foi ao ar na CBS desde 1972, e Let's Make a Deal, que foi reativado na mesma rede em outubro de 2009, são os únicos programas de jogos diurnos que permanecem nas redes de transmissão. Desde meados da década de 1990, os programas de jogos têm sido mais encontrados em syndication, embora o número de jogos sindicalizados em geral tenha diminuído durante os anos 2000 e 2010; os mais bem avaliados são Jeopardy! e Wheel of Fortune (que são ambos distribuídos pela CBS Television Distribution e Sony Pictures Television, e transmitem juntos na mesma estação em alguns mercados), ambos consistentemente classificados entre os dez principais programas sindicalizados desde que começaram no início dos anos 80, e Family Feud, que tem funcionado continuamente em consórcios diurnos desde 1999, mas viu sua audiência aumentar rapidamente no início de 2010, depois de mais perguntas e o novo apresentador Steve Harvey.

### Soap operas ou Novelas
As novelas americanas estão sendo transmitidas na televisão há mais de sete décadas. Atualmente, a partir de 2017, há quatro novelas diurnas em produção: o General Hospital da ABC, Days of Our Lives da NBC, e The Young and the Restless e The Bold and the Beautiful, ambos da CBS. As Soaps de longa duração que não estão mais em produção incluem Search for Tomorrow, Guiding Light, As the World Turns, Another World, One Life to Live e All My Children.
O gênero novela experimentou um declínio gradual a partir da década de 1980, devido à migração continuada de mulheres para o local de trabalho, culminando com seis novelas canceladas pela NBC, CBS e ABC entre 2003 e 2011 (das quais uma se mudou para a DirecTV). O 101 foi transmitido por mais uma temporada após seu cancelamento pela NBC em 2009, enquanto All My Children e One Life to Live foram revividos no Hulu por uma temporada adicional em 2013 com os segundos cancelamentos da série resultantes de uma disputa entre a emissora originária ABC e a produtora que os adquiriu, Prospect Park.
As novelas também se tornaram comuns no horário nobre, que diferem de suas contrapartes diurnas, pois utilizam o formato tradicional semanal e mantêm um estilo visual tradicional de outras séries noturnas de rede (particularmente, as soap operas noturnos são gravados no filme em uma configuração de câmera única, enquanto as diurnas são gravadas em várias câmeras que gravam o programa em fita de vídeo). As soaps da época incluem Peyton Place, Dallas, Dinastia, Knots Landing, Falcon Crest, Beverly Hills, 90210, Melrose Place, Revenge e Scandal.

### Comédias e dramas
Programação de comédia na televisão americana tem sido mais notável para comédias de situação como I Love Lucy, The Honeymooners, The Andy Griffith Show, The Dick Van Dyke Show, The Mary Tyler Moore Show, All in the Family, Happy Days, Family Ties, Cheers, The Cosby Show, Seinfeld, Friends, Frasier, Everybody Loves Raymond, The King of Queens, How I Met Your Mother, The Big Bang Theory e Modern Family. No entanto, também existiram séries de comédia/variedade de esboços durante o horário nobre, como Texaco Star Theatre, The Carol Burnett Show and Rowan and Martin's Laugh-In. O programa de comédia mais proeminente e mais duradouro é o Saturday Night Live, uma série de longa noite que estreou na NBC em novembro de 1975 e gerou a carreira de muitos atores cômicos populares (como Chevy Chase, Eddie Murphy, Dennis Miller e Will Ferrell).
Séries dramáticas tomaram muitas formas ao longo dos anos. Westerns como Gunsmoke (a série de drama com roteiro mais antigo no horário nobre da história da televisão dos EUA, tendo sido ao ar de 1955 a 1975) e Bonanza haviam experimentado sua maior popularidade nos anos 50 e 60. Dramas médicos, como Marcus Welby, M.D., St. Elsewhere, ER, House e Grey's Anatomy, tiveram sucesso; assim como dramas familiares como The Waltons, Little House on the Prairie e 7th Heaven; e dramas de crime como Dragnet, Hawaii Five-O, Hill Street Blues, Miami Vice, L.A. Law, 21 Jump Street, Law & Order, JAG, CSI: Crime Scene Investigation e NCIS.
Dramedy, um termo para uma série de televisão que mistura elementos de comédia e drama, viu sua popularidade crescer entre os telespectadores, graças a programas como M*A*S*H, Ally McBeal, Ugly Betty, Desperate Housewives, Psych, Glee, Devious, Maids, Jane the Virgin e Crazy Ex-Girlfriend.
Séries de televisão com fantasia e ficção científica também são populares entre os telespectadores americanos, já que esses programas usam elementos de comédia, drama, aventura ou uma combinação de todos os itens acima. Entre as séries de fantasia mais notáveis neste gênero incluem Touched by an Angel (centrado em anjos ajudando os humanos em tempos de crise pessoal), Bewitched (uma sitcom centrado em uma bruxa ajustando a vida conjugal com um homem mortal), Fantasy Island (que foi em um resort onde as pessoas vivem suas fantasias, mas a um preço), Drop Dead Diva (com foco em um modelo falecido que habita o corpo de um advogado) e Once Upon a Time (centrando-se em personagens de conto de fadas presos nos dias atuais após a promulgação de uma maldição), enquanto Star Trek (que gerou quatro séries de spin-off, dois em syndication - The Next Generation e Deep Space Nine - e dois na rede de televisão - Voyager e Enterprise - entre 1987 e 2005), Battlestar Galactica e a série britânica Doctor Who está entre os programas mais assistidos no gênero sci-fi.

## Regulamento
A transmissão de televisão é regulamentada pela Federal Communications Commission. A FCC premia e supervisiona a renovação de licenças para estações locais, que estipulam os compromissos das estações com programas educacionais e de interesse público. Durante os primeiros anos da televisão comercial, a FCC permitiu que uma única empresa possuísse no máximo cinco estações de televisão em todo o país (mais tarde aumentadas para sete estações em 1984 e doze para 1992), embora até a década de 1960 pouquíssimas empresas fora do país. as principais redes de transmissão possuíam várias estações. Desde 1999, uma mudança na regulamentação de propriedade de mídia que contava os máximos de propriedade de emissoras de televisão por uma porcentagem do mercado nacional, e não pelo número de estações que poderiam ser permitidas em sua carteira, as regras da FCC determinam que o número total de estações de televisão pertencentes a qualquer empresa só pode atingir um máximo de 39% de todos os mercados nos EUA. Até 2016, um "desconto" permitia a uma emissora cobrir até 78% dos EUA com sinais UHF; essa lacuna foi fechada em 2016, embora as empresas existentes acima do limiar de 39% sejam cobertas por uma cláusula de avô e, embora não possam adquirir mais nenhuma estação, também não serão forçadas a vender suas carteiras existentes.
A maioria das estações comerciais é agora propriedade e operada ou controlada através de contratos de terceirização por proprietários de grupos (empresas independentes ou grupos subsidiários pertencentes à rede), com um número relativamente limitado de empresas que permanecem com estações próprias em cinco ou menos mercados; uma série de compras de estações que ocorreram desde 2011 (quando o Sinclair Broadcast Group adquiriu o Four Points Media Group) concentrou ainda mais o número de proprietários de estações, como resultado do aumento da concorrência entre as estações de televisão e de televisão por assinatura. bem como para aumentar a alavancagem nas negociações com provedores de cabo e satélite para consentimento de retransmissão (que desde o início dos anos 2000 tem se tornado uma forma primária de receita para redes de radiodifusão, que exigiram que suas afiliadas compartilhassem uma parte da receita recebida provedores de televisão como uma fonte adicional de receita operacional).
Contratos de terceirização (conhecidos por múltiplos termos, principalmente acordos de marketing local (LMA), acordos de serviços compartilhados (SSA) ou joint sales agreements (JSA), embora com pouca diferenciação em sua estrutura) permitiram que algumas empresas de radiodifusão operassem estações que poderiam não é legalmente proprietário, devido a regulamentações de propriedade no mercado; Esses arranjos começaram em 1991, quando o Sinclair Broadcast Group entrou em acordo para administrar o WPTT (agora WPNT) em Pittsburgh, depois de vender a estação para seu gerente Edwin Edwards para adquirir a afiliada da Fox, a WPGH-TV. No entanto, como empresas como Sinclair e Nexstar Broadcasting Group usaram terceirização como brechas em torno de regulamentações de propriedade em detrimento da propriedade independente (e particularmente, minoritária), a FCC tentou restringir as emissoras de usá-las, aprovando uma regra em abril de 2014. que anulou todas as JSAs em que uma empresa vende 15% de publicidade para outra estação e exigiu que todas as existentes sejam desfeitas dentro de cinco anos (a Associação Nacional de Emissoras apoiou uma provisão aprovada como parte de uma lei orçamentária do congresso de novembro de 2015 que se estendeu à limite de tempo para desenrolar JSAs existentes para dez anos).
A FCC também impediu as empresas de possuírem mais de uma estação de televisão dentro de um único mercado, a menos que operasse como uma estação de satélites (uma estação de energia completa que retransmite a programação de sua estação matriz para áreas dentro do mercado que não são adequadamente cobertas se tudo pelo sinal principal) ou uma estação de baixa potência (qualquer que mantenha sua própria programação ou opere como tradutor); no entanto, permitiu que os operadores de emissoras de televisão pública assinassem ou adquirissem uma segunda estação que não repetisse o sinal dos pais (alguns dos quais foram originalmente licenciados como pontos comerciais). Em agosto de 1999, a FCC legalizou a propriedade comum de duas estações comerciais, conhecidas como duopólios, se uma delas não estiver entre as quatro mais bem classificadas do mercado, e se houver pelo menos oito empresas que possuam, cada uma, estações de energia mercado. Embora as empresas controladoras da NBC, ABC, CBS e Fox não sejam proibidas de possuir uma segunda rede de transmissão (e todas elas, exceto a ABC, são co-proprietárias de uma), uma lei da FCC conhecida como "regra de rede dupla" "não permite que uma única empresa possua duas ou mais das principais redes.
A FCC também proíbe a exibição de material "indecente" pelo ar entre as 6h00 e as 22h00 horas. As estações de radiodifusão podem legalmente transmitir quase tudo o que quiserem tarde da noite - e redes de cabo a qualquer hora. No entanto, nudez e profanidade gráfica são raras na televisão americana. Embora a FCC lhes dê margem para programas aéreos que contenham material "indecente" dentro de seu período designado, as emissoras hesitam em fazê-lo, preocupadas que a divulgação desse material alienaria os anunciantes e encorajaria o governo federal a reforçar a regulamentação do conteúdo televisivo. As redes a cabo premium são exceções e costumam transmitir uma programação muito atrevida à noite, embora os canais premium frequentemente transmitam conteúdo de programas com profanação de gráficos profundos, violência e nudez em alguns casos durante as horas diurnas. Esse conteúdo é comum em serviços de televisão paga, pois não estão sujeitos a regulamentações da FCC e à pressão de anunciantes, e geralmente exigem uma assinatura para visualizá-los. Algumas redes (como a Playboy TV) são dedicadas exclusivamente ao conteúdo "adulto", especificamente material pornográfico, e, portanto, os espectadores podem encontrar cenas de relações sexuais simuladas ou explícitas e nudez nesses canais.
A televisão a cabo é em grande parte, mas não inteiramente, não regulamentada. Provedores de cabo devem incluir estações aéreas em suas ofertas em cada sistema (as estações podem optar por obter o transporte buscando uma opção de transporte obrigatório) e fornecer números de canal baixos, a menos que as estações decidam exigir compensação de qualquer tipo ( através do consentimento de retransmissão). Os sistemas não podem transportar filiais da rede de transmissão de outras partes do país (este regulamento foi largamente ignorado nos últimos anos durante disputas de transporte), no entanto sistemas de cabo podem transportar estações de mercados próximos se não houver estações locais afiliadas a um dos principais redes (embora isso esteja se tornando muito menos comum com a mudança, particularmente desde 2006, para as estações aéreas que mantêm uma afiliação de rede em seu canal principal e uma afiliação com outra rede em um subcanal digital, permitindo assim que essas afiliadas digitais subcanais a serem transportados pelo menos via cabo digital).
Os sistemas a cabo também podem transmitir estações de transmissão transmitidas por satélite originárias de outras áreas dos Estados Unidos, conhecidas como superestações (das quais existem atualmente apenas cinco em todo o país), que na maioria das vezes são transmitidas em áreas rurais e podem omitir a rede. programação da afiliação de rede daquela estação; todas as superstações são afiliadas a uma rede de televisão aberta: WPIX em Nova York, KWGN-TV em Denver e KTLA em Los Angeles são afiliados à The CW, e WWOR-TV em Secaucus, Nova Jersey e WSBK-TV em Boston são afiliados à MyNetworkTV. Algumas dessas superstações já tiveram distribuição nacional, carregando um feed separado que transmitia programação diferente da alimentação da área local e até mesmo algumas que também foram ao ar no feed local que é à prova da SyndEx (em outras palavras, programação sindicalizada à qual o a superstation obteve todos os direitos de sinalização para o ar nacionalmente); as duas mais proeminentes dessas estações distribuídas nacionalmente eram a TBS e a WGN-TV. A TBS, cuja ex-controladora de Atlanta, a WTCG (agora WPCH-TV) se tornou a primeira rede de "cabo básico" a ser conectada ao satélite em dezembro de 1976, havia convertido seu feed nacional em um canal convencional a cabo em outubro de 2007; WGN-TV em Chicago foi uplinked em outubro de 1978; seu feed nacional, a WGN America, também foi convertido em um canal a cabo tradicional em dezembro de 2014, quando deixou cair toda a programação restante da WGN-TV. A WWOR-TV também já operou uma ração nacional, que cessou suas operações em janeiro de 1997, antes de a estação recuperar o status de superestrela nacional como um serviço exclusivo para satélites - por meio de seu feed na cidade de Nova York - alguns meses depois.
A FCC praticamente não tem jurisdição sobre o conteúdo da programação transmitida exclusivamente por cabo. Como resultado, qualquer um é livre para criar qualquer número de canais ou qualquer tipo de programação sem consultar o FCC. As únicas restrições estão na capacidade de proteger o transporte por cabo ou satélite (ou, se isso não for possível, por streaming na televisão pela Internet) e garantir os direitos de programação. Devido a essa falta de restrição, o desvio do canal (a mudança do formato de programação de um canal para longe do que ele originalmente mantinha) é muito mais comum nos Estados Unidos do que em outros países.
Como os Estados Unidos tinham termos de copyright relativamente fracos até 1976, um grande número de séries de televisão mais antigas entrou no domínio público e, portanto, está livre para redistribuir de qualquer forma.

## História da televisão americana
Depois de anos de transmissões experimentais, a televisão começou a ser comercializada nos Estados Unidos em Nova York em 1 de julho de 1941, inicialmente pela RCA (através da NBC, que possuía) através de sua estação WNBT (agora WNBC) e CBS, através de sua estação WCBW. (agora WCBS-TV). Vários sistemas de transmissão diferentes foram desenvolvidos até o final da década de 1930. O Comitê Nacional de Sistemas de Televisão (NTSC) padronizou uma transmissão em 525 linhas em 1941, que forneceria a base para a televisão em todo o país até o final do século.
O desenvolvimento da televisão parou com o início da Segunda Guerra Mundial, mas algumas estações pioneiras permaneceram no ar durante a guerra, principalmente WNBT, WCBW e WABD (a antiga W2XWV, que se tornou comercialmente licenciada em 1944, pertencente à DuMont Television Network, agora WNYW) em Nova Iorque, WRGB em Schenectady, Nova Iorque (propriedade da General Electric), WPTZ (agora KYW-TV) em Filadélfia (propriedade da Philco), W9XBK (agora WBBM-TV) em Chicago, bem como W6XAO ( agora KCBS-TV) e W6XYZ (agora KTLA) em Los Angeles. Quando esse conflito terminou, essas estações expandiram seus horários de transmissão e muitas outras organizações solicitaram licenças de estação de televisão.
Depois de uma enxurrada de pedidos de licença de televisão, o FCC congelou o processo de candidatura para novos candidatos em 1948, devido a preocupações com a interferência da estação. Na época, havia apenas algumas dezenas de estações operando no final da década, concentradas em muitas (mas não em todas) grandes cidades. A FCC começou a distribuir licenças de transmissão para comunidades de todos os tamanhos no início dos anos 50 (com a maior concentração de concessões de licenças e assinaturas de estações ocorrendo entre 1953 e 1956), estimulando uma explosão de crescimento no meio.
Uma breve disputa sobre o sistema a ser usado para transmissões em cores ocorreu no momento, mas logo foi resolvida. Metade de todas as residências americanas tinha televisores em 1955, embora a cor fosse uma característica premium por muitos anos (a maioria das famílias capazes de comprar televisores só podia comprar modelos em preto e branco, e poucos programas eram transmitidos em cores até meados da década de 1960).
Muitos dos primeiros programas de televisão eram versões modificadas de programas de rádio bem estabelecidos. As danças e as festividades dos celeiros eram itens básicos da televisão, assim como os primeiros programas de variedades. As reprises de curtas-metragens (como Looney Tunes, Our Gang e The Three Stooges) também foram peças básicas da televisão e, até certo ponto, continuam sendo populares hoje em dia, bem depois que os filmes deixaram de ser produzidos nos anos 1960. Os anos 50 viram o primeiro florescimento dos gêneros que distinguiriam a televisão dos filmes e do rádio: talk shows como The Jack Paar Show e sitcoms como I Love Lucy. Embora os sitcoms fossem um aparelho de rádio desde o final da década de 1930 (muitos seriados de rádio da década de 1940 saltavam diretamente para a televisão), a televisão permitia um uso muito maior da comédia física, uma vantagem que as primeiras sitcoms da televisão usavam em todo o seu potencial.
Outros gêneros populares no início da televisão eram os ocidentais, os procedimentos policiais, os thrillers de suspense e as novelas, todos adaptados do meio de rádio. A antologia e as séries de rodas prosperaram na chamada "Era Dourada da Televisão", mas eventualmente se desvaneceram em popularidade na década de 1970. A big band remota, em sua maior parte, não sobreviveu (vítima do início simultâneo da era do rock), com duas exceções: o Lawrence Welk Show, um grande show musical de variedades dirigido desde 1951 até a aposentadoria de Welk. em 1982 e em reprises desde então (que acabaram se mudando do comercial para a distribuição pública de televisão), e os controles remotos anuais de Big Band da véspera de Ano Novo de Guy Lombardo ocorreram até 1979, dois anos após a morte de Lombardo. As exibições de jogos também foram uma parte importante da parte inicial da televisão, auxiliadas por enormes prêmios inéditos na era do rádio; no entanto, a pressão para manter os programas divertidos levou aos escândalos do quiz show, nos quais foi revelado que muitos dos populares jogos high-stakes eram manipulados ou simplesmente roteirizados. Os cartoons da manhã de sábado, produções de animação feitas especificamente para a televisão (e, consequentemente, com orçamentos muito mais apertados e animação mais limitada), também estreou no final dos anos 50.
As estações de televisão de transmissão nos Estados Unidos foram transmitidas principalmente na faixa de VHF (canais 2-13) em seus primeiros anos; não foi até o Ato do Receptor de Todos os Canais de 1964 que a transmissão de UHF se tornou um meio viável.
Ao longo dos anos 1960 e 1970, concomitantemente ao desenvolvimento da televisão em cores, a evolução da televisão levou a um evento coloquialmente conhecido como expurgo rural; gêneros como o painel de jogos, western, show de variedades, dança do celeiro e sitcom rural, todos conheceram seu fim em favor de séries mais novas e mais modernas voltadas para os telespectadores urbanos e suburbanos mais ricos. Na mesma época, o videoteipe se tornou uma alternativa mais acessível ao cinema para programas de gravação.
Estações em todo o país também produziram seus próprios programas locais. Geralmente carregados ao vivo, eles variavam de simples propagandas a shows de jogos e shows infantis que frequentemente mostravam palhaços e outros personagens inusitados. Os programas locais muitas vezes poderiam ser populares e lucrativos, mas as preocupações com a promoção de produtos levaram-nos a desaparecer quase completamente em meados da década de 1970. Os últimos shows de origem local na televisão americana são, a partir de 2016, noticiários locais, programas de relações públicas e alguns programas de corretagem (como programas de estilo de vida de conversa) pagos pelos anunciantes.
A televisão por assinatura tornou-se popular no início dos anos 1980, quando a televisão a cabo começou a oferecer canais dedicados ao lado de estações de transmissão locais e fora do mercado e o serviço gradualmente se expandiu para mais áreas metropolitanas, seguido do surgimento do satélite de transmissão direta na década de 1990. tem crescido em importância desde então - estimulando o surgimento de conglomerados multinacionais como a Fox. À medida que o número de canais potenciais para novos canais de televisão aumentava, isso também introduzia a ameaça de fraturas na audiência, na medida em que se tornaria mais difícil atingir uma massa crítica de espectadores neste mercado altamente competitivo (o satélite de acesso livre teve uma breve aumento de popularidade durante a década de 1980, mas nunca alcançou a popularidade do mainstream).
Como as classificações diminuíram, o número de programas de jogos e novelas seguiu, com o antigo gênero quase completamente desaparecendo da televisão americana, para ser substituído por talk shows de tabloides muito mais baratos e mais baixos, muitos dos quais por sua vez foram cancelados e substituídos pela televisão. tribunal de arbitragem vinculativo mostra início no final de 1990.
Os infomerciais foram legalizados em 1984, aproximadamente na mesma época em que a televisão a cabo se generalizou. Ao longo dos anos 80 e 90, as emissoras começaram a exibir infomerciais - assim como programas de notícias e entretenimento - durante a noite, em vez de assinarem; os infomerciais também começaram a ultrapassar outras partes do dia menos assistidas (como finais de semana e durante o dia), o que forçou séries que de outra forma seriam distribuídas em redes a cabo ou totalmente fora do ar. As redes de cabo também começaram a vender espaço informativo, geralmente em blocos de várias horas nas primeiras horas da manhã, enquanto alguns canais dedicados aos infomerciais também foram lançados desde o início dos anos 90. Os infocomerciais ganharam a reputação de meio de publicidade para fraudes e produtos de qualidade duvidosa, embora, da mesma forma, tenham provado ser um método bem-sucedido de venda de produtos.
No final dos anos 90, os EUA começaram a implantar a televisão digital, fazendo dela o método de transmissão padrão para transmissões pelo ar. As principais redes de transmissão começaram a fazer a transição para gravar seus programas em alta definição (HD); programas no horário nobre foram os primeiros a converter para o formato, com shows diurnos eventualmente sendo convertidos para HD a partir de meados dos anos 2000; a atualização para agendamentos completos de rede de alta definição, pelo menos entre as redes convencionais de transmissão em inglês, foi totalmente concluída em setembro de 2014, quando os últimos programas de definição padrão foram atualizados para HD. Uma lei aprovada pelo Congresso em 2006 exigia que as estações aéreas interrompessem as transmissões analógicas em 2009, com o fim da televisão analógica chegando em 12 de junho daquele ano (originalmente previsto para 17 de fevereiro, antes que o Congresso a adiasse devido a preocupações com a legislação nacional). penetração domiciliar de televisão digital por telespectadores dependentes de antenas para receber programação antecipadamente da transição). [53] As estações de televisão de baixa potência originalmente tinham até setembro de 2015 para finalizar transmissões analógicas, embora isso tenha sido adiado para abril de 2016; a maioria já fez a transição para o digital a partir de 2014, com exceção das tomadas "87.7 FM", que funcionam principalmente como estações de rádio usando o áudio do canal analógico 6 para transmitir para rádios FM. Houve um aumento no número de estações "87.7" após a transição de potência total, já que as estações de baixa potência acima do canal 51 (canais UHF 52 a 69 foram removidos do espectro de televisão como parte da transição) foram obrigadas a escolher uma nova alocação de canal; muitos escolheram o canal 6, pois permitiram o uso do canal de áudio 87.7 para atingir um público mais amplo.
O final da década de 1990 também viu a invenção de gravadores de vídeo digital. Embora a capacidade de gravar um programa de televisão para assistir em casa fosse possível com os videocassetes anteriores, esse meio era um meio de fita mecânica volumoso que era muito menos conveniente do que a tecnologia totalmente digital que os DVRs usam (os gravadores de DVD também começaram a ser vendidos em torno deste tempo, embora isso também seja menos conveniente do que a tecnologia DVR, já que os discos de DVD são um pouco mais frágeis do que as fitas de vídeo, embora ambas as mídias permitam, em certa medida, uma visualização de longo prazo do que a maioria dos DVRs). A tecnologia DVR permitiu a mudança de programação em larga escala, o que teve um impacto negativo na programação em horários fora do horário nobre, permitindo que os espectadores assistissem seus programas favoritos sob demanda. Também pressiona os anunciantes, já que os DVRs tornam relativamente fácil ignorar os comerciais (a tecnologia Hopper da Dish Network, que elimina totalmente os comerciais, foi alvo de ações judiciais das principais redes durante o início e meados de 2010 devido a temores sobre receita de publicidade diluída).
Durante a década de 2000, o maior desenvolvimento na programação de televisão dos EUA foi o crescimento da televisão de realidade, que provou ser uma alternativa barata e divertida para a programação de horário nobre. O processo de edição de vídeo não-linear e gravação digital permitiu a edição muito mais fácil e menos dispendiosa de grandes quantidades de vídeo, tornando a televisão de realidade mais viável do que tinha sido nas décadas anteriores. Todas as quatro grandes redes de transmissão carregam pelo menos uma franquia de realidade de longa duração em sua programação em qualquer momento do ano.